# Aeroportul Plovdiv
Aeroportul Plovdiv (IATA: PDV, ICAO: LBPD) este un aeroport din Plovdiv, Bulgaria ce deservește zona Plovdiv. Aeroportul a fost tranzitat în 2022 de 221.721 de pasageri. A fost deschis în 1981 și numit după zona deservită.
Situat la o altitudine de 182 m, aeroportul dispune de 1 pistă. Este operat de HNA Group⁠(d).

## Infrastructură

### Piste
Aeroportul dispune de o singură pistă. Pista 12/30 are suprafața de beton și dimensiunile 2.500 m × 45 m. 